# Kwakel

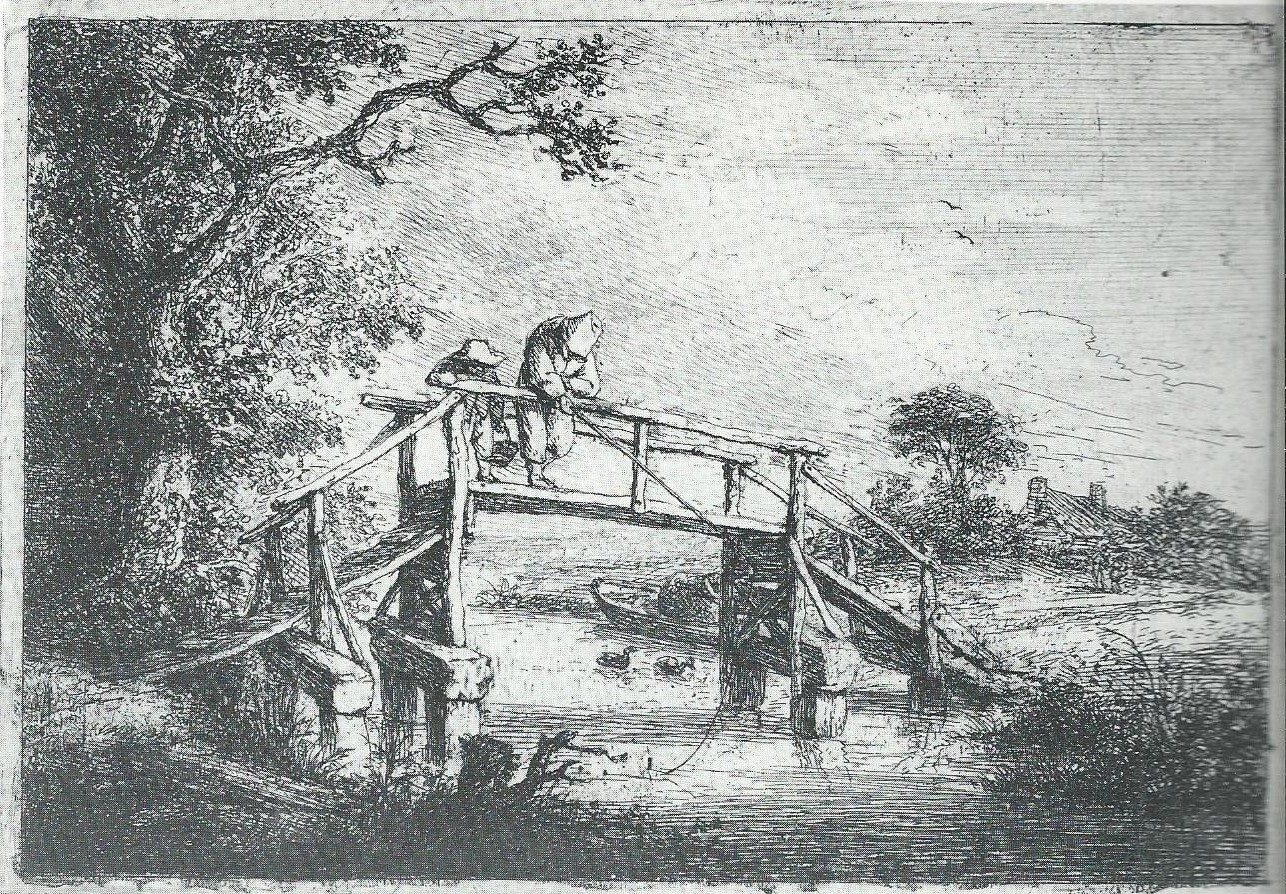
Kwakel in Heemstede (ets van Adriaen van Ostade)

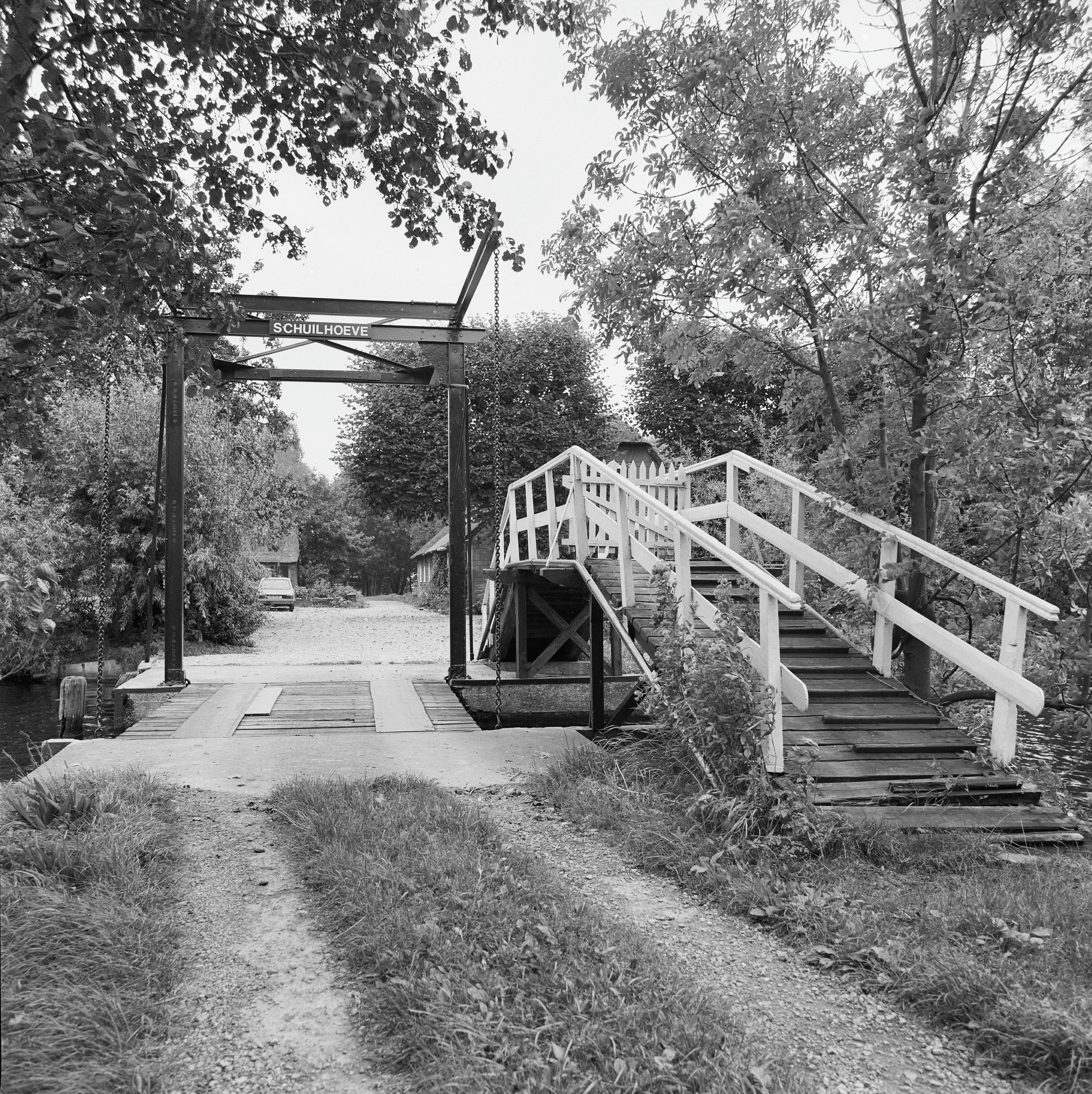
Een kwakel in Weipoort.

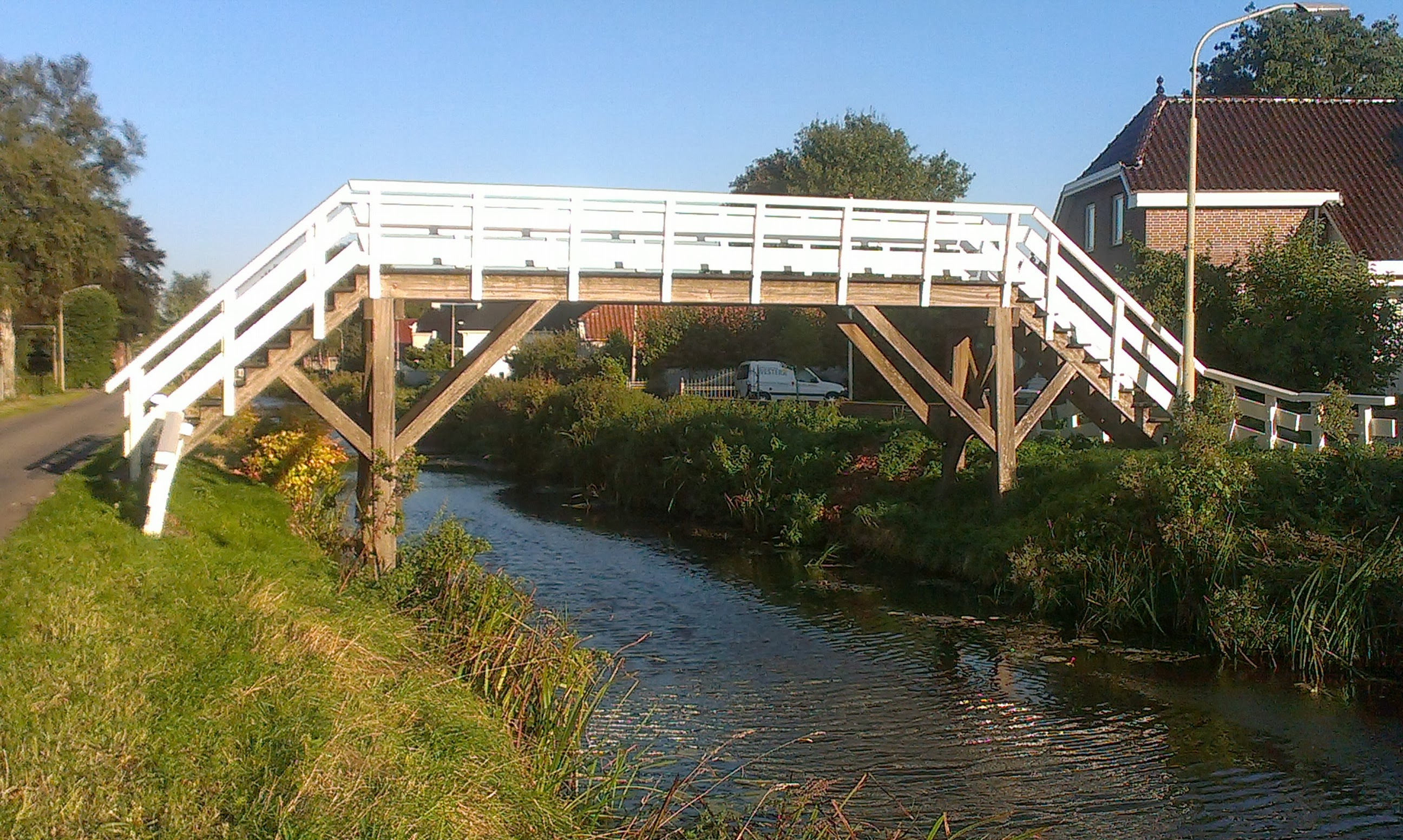
Hoogholtje over het Achterdiep in Sappemeer.

Een kwakel, ook wel kwaak, kwakeltje of kwakelbrug genoemd, is een hoge smalle voetgangersbrug, met een vlak middengedeelte en aan weerszijden schuine plankieren met gespijkerde dwarslatten. Langs de schuine planken en het platte dek zijn houten leuningen aangebracht. Deze bruggen zijn vaak onderdeel van een voormalig trekvaartenstelsel. Ze stonden meestal op de kruispunten waar twee vaarten bij elkaar kwamen. Een soortgelijke brug heet in de provincie Groningen een hoogholtje.

## Historisch
Sinds de veertiende eeuw bestonden er voorschriften die het bouwen van lage bruggen verboden, om voor de scheepvaart een vrije doorvaart mogelijk te maken. Daarom werden er hoge bruggen gebouwd als een vaste verbinding nodig was. Het nadeel van een kwakel is dat men er met paard en wagen niet overheen kan. Daarom werden op drukke punten de kwakelbruggen wel vervangen door een ophaalbrug. Soms bleef de kwakel naast de ophaalbrug liggen.

## Trivia
- Het dorp De Kwakel in Noord-Holland is naar de daar oorspronkelijk aanwezige kwakel genoemd.
- In de Commandeurspolder bij Maasland in de gemeente Midden-Delfland bevindt zich de Kwakelweg.
- In Heemstede bestaat een Kwakelbrug. In Edam is de kwakel vervangen door een ophaalbrug. Ook in Woerden is een Kwakelbrug, een ophaalbrug over de Oude Rijn tussen de Boerendijk en de Jozef Israëlslaan.